# Fekete Kéz
A Fekete Kéz (szerbül: Црна Рука; Crna ruka) avagy az Egyesülés vagy Halál (szerbül: Уједињење или Смрт; Ujedinjenje ili smrt) egy titkos szerb nacionalista katonai szervezet volt a 20. század elején. A Dragutin Dimitrijević („Apis”) hadnagy vezetésével oroszbarát katonatisztek egy csoportja hozta létre 1901-ben. A társaság azzal a céllal jött létre, hogy megvalósítsa a nagyszerb egységet, illetve hogy az összes délszláv többségű területet egyesítse. Főként az 1859–1870 közötti olasz egységmozgalom valamint az 1871-es német egység inspirálta az alapítóit.
A terrorszervezet nevéhez fűződik a szerb királyi pár májusi puccs néven ismert meggyilkolása 1903-ban és több gyilkossági kísérlet az Osztrák–Magyar Monarchia tisztviselői ellen Bosznia területén. A szarajevói merényletet végrehajtó Ifjú Bosznia szervezettel való kapcsolata révén gyakran az első világháború kirobbantásának egyik eszközeként tekintenek rá.
Bár a Fekete Kéz titkos szervezetnek számított, nyilvánosan ismert volt a neve, mint ahogy néhány tagjának is. A tagjainak túlnyomó része szerb volt, de kevés számú horvát és bosnyák is volt köztük. Az egyre inkább veszélyesnek ítélt szervezetet maga a szerb kormányzat számolta fel 1917-ben. Az alapító Dimitrijevićet és két társát kivégezték, számos más tagját bebörtönöztek.

## Elődszervezetei

### Apis konspirációs csoportja és a májusi puccs

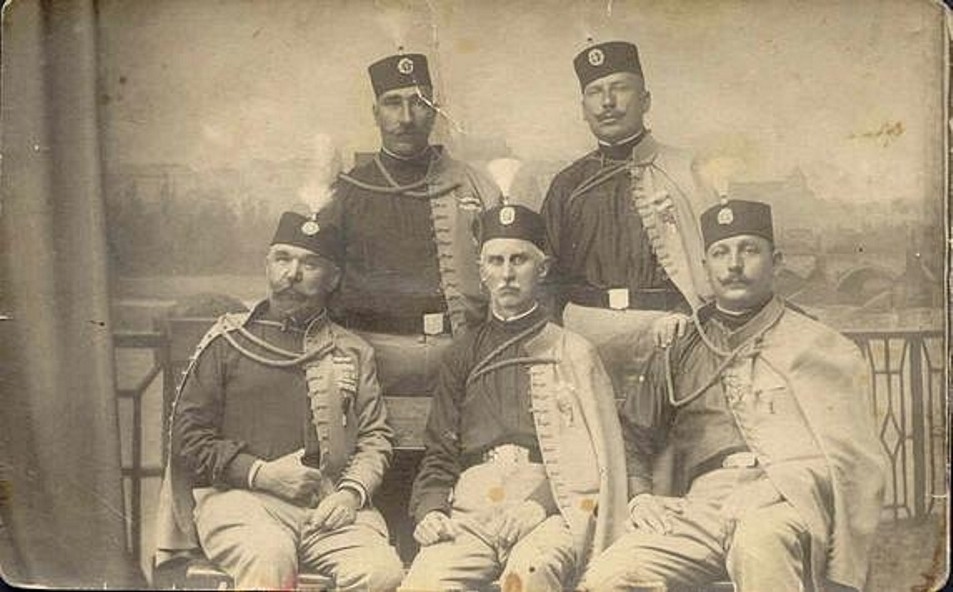
A szervezet egy korai csoportja

1901 augusztusában alacsony rangú tisztek egy csoportja Dragutin Dimitrijević Apis hadnagy vezetésével létrehozott egy a szerb dinasztia ellen konspiráló csoportot, melyet a történelmi írásokban Fekete Kéz névvel illetnek. A csoport az első ülését 1901. szeptember 6-án tartotta Radomir Aranđelović, Milan F. Petrović és Dragutin Dimitrijević századosok, valamint Antonije Antić, Dragutin Dulić, Milan Marinković és Nikodije Popović hadnagyok részvételével. Azt tervezték, hogy végeznek a királyi párral, I. Sándor királlyal és Draga királynéval. A király a házassága, az autoriter, elnyomásra építő kormányzásával és az Ausztria-Magyarországra támaszkodó külpolitikája révén vált sokak számára népszerűtlenné. 1903. május 28–29-ike éjjelén Apis százados személyesen vezette a belgrádi Régi palotában a merényletet végrehajtó katonatisztek csoportját. A királyi pár mellett végeztek Dimitrije Cincar-Marković miniszterelnökkel, Milovan Pavlović hadügyminiszterrel és Lazar Petrovićtyal, a király adjutánsával. A májusi puccs néven számon tartott esemény vetett véget az Obrenović-dinasztia 45 éves uralmának Szerbiában. A helyére kerülő Karađordević-dinasztia oroszbarát külpolitikát folytatott.

### A Narodna Odbrana
A Fekete Kéz másik elődszervezete a Narodna Odbrana (Nemzeti Védelem) volt. Két nappal az annexiós válság kezdete után, 1908. október 8-án hozták létre a belgrádi városházán tanácskozást tartó miniszterek, tisztviselők és tábornokok. A csoport célja az Ausztria-Magyarország területén élő szerbek „felszabadítása” volt. A társaság Monarchia-ellenes propagandát terjesztett, kémeket és szabotőröket képezett ki a Monarchia területén való tevékenységre. Alcsoportjai létesültek Szlovéniában, Boszniában, Hercegovinában és Isztriában. A boszniai csoport szorosan összefonódott az Ifjú Bosznia (Mlada Bosna) pánszerb aktivistáival.

## Alapítása

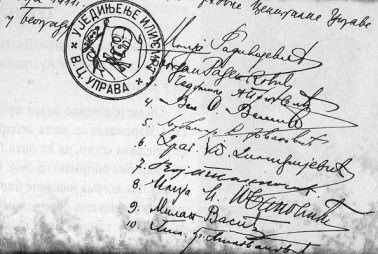
A tíz alapító aláírása a Fekete Kéz alapítói iratán

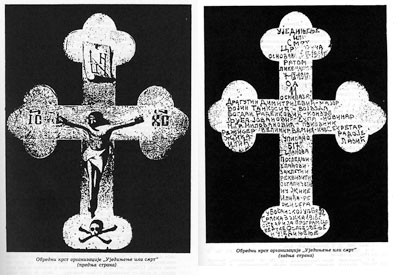
A Fekete Kéz rituális keresztje

Az Egyesülés vagy Halál („Ujedinjenje ili Smrt“) 1911 május elején alakult meg Đorđe Radenković szerint, míg Christopher Clark 1911. március 3-át említi az alapítás dátumaként, mikor szerb katonatisztek egy csoportja Belgrádban létrehozta a titkos szervezetet. A nagyszerb nacionalista szervezet külpolitikai elképzeléseit tekintve mindenekelőtt Ausztria-Magyarország-ellenes volt, és egy Oroszországgal és Franciaországgal kötendő szövetséggel szimpatizált, mely irányvonalat kész volt akár erőszakkal is rákényszeríteni a szerb politikára.
A szervezetben vezető szerepet betöltő személy az ekkor már ezredesi rangban szolgáló Dragutin Dimitrijević volt. További alapítók voltak még Čedomir Popović és Milovan Milovanović ezredesek, Velimir Vemić alezredes, Ilija Radivojević, Vojislav Tankosić és Milan Vasić őrnagyok, Bogdan Radenković alkonzul és Ilija Jovanović újságíró.
A szervezet eredeti szabályzatát május 9-én keltezték, papírra Ljuba Čupa, Bogdan Radenković, és Vojislav Tankosić vetették. A mintát a hasonló titkos német nacionalista szövetségek és az olasz carbonari mozgalom szabályzatai szolgáltatták. A titkos szervezetet már 1911 végén „Fekete Kéz” névvel megemlítették a szerb parlamentben. 1911–12-re a Narodna Odbrana kapcsolatot létesített a Fekete Kézzel és a két szervezet „cselekvésében párhuzamos lett és a tagságuk között átfedés alakult ki”.

## Felépítése

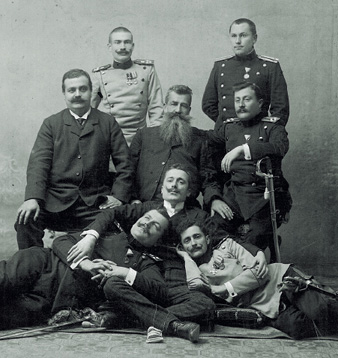
Csoportkép a szervezet tagjaival. Bal oldali fekvő alak Dragutin Dimitrijević, a jobb oldali Vojislav Tankosić

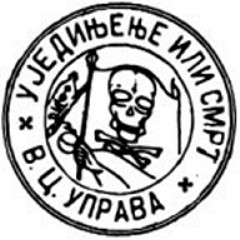
A Fekete Kéz pecsétje, melyen egy kar tart magasba egy halálfejet és alatta keresztbe tett csontokat ábrázoló zászlót, a zászló mellett kézigránát, tőr és méregfiola látható. Felette a cirill betűs írásban „Egyesülés vagy Halál” (УЈЕДИЊЕЊЕ ИЛИ СМРТ), alatta „Legfelsőbb Központi Szerv” (В. Ц. УПРАВА) szavak szerepelnek

A szervezet célja a „népi eszme” megteremtése, azaz az összes szerb ember egyesítése egyetlen nemzetállamban volt. A saját megfogalmazása szerint a „forradalmi harcot a kulturális elé” helyezték, aminek érdekében igyekeztek:
- befolyással bírni minden állami és gazdasági erőre Szerbiában, amiben Piemont olasz egység megteremtésében játszott szerepét tekintették példaképnek
- forradalmi szervezetet létrehozni minden szerbek lakta területen
- harcot vívni az ellenségeikkel minden eszközzel
- baráti kapcsolatot létesíteni a szerbbarát államokkal, népi egyesületekkel és magánszemélyekkel, valamint más nemzeti felszabadítómozgalmakkal

Legfőbb szerve a Belgrádban ülésező Legfelső Központi Igazgatóság volt, melynek taglétszámát igyekeztek alacsonyan tartani. E vezető szerv döntései kötelező érvénnyel bírtak minden tag számára, akiknek az élete és vagyona felett szabadon rendelkezhetett. A szervezet érdekei álltak az első helyen, a tagjainak meg kellett osztaniuk minden a szervezetet érintő információt, szerezzenek arról tudomást hivatalos vagy privát úton.
A Legfelső Központi Igazgatóságnak joga volt halálos ítéleteket hozni, amiket különösen megbízható tagok hajtottak végre. Ha valakiből tag lett, a szervezetet már nem hagyhatta el, senki nem fogadhatta el a kilépését. A szervezetnek titkosnak kellett lennie, amiről a nyilvánosság nem tudhatott. A tagok titoktartásának biztosítása érdekében személynevek helyett számokat használtak. A tagok rendszerint nem ismerték egymást, csak külön kapcsolattartókon keresztül kommunikáltak velük.
Csak a Legfelsőbb Központi Igazgatóság ismerte az összes tag kilétét. Habár az egyes tagok a szervezetet önmagát nem ismerték, feltétlen engedelmességet és teljes titoktartást fogadtak. Dimitrijević „adott időközönként az összes dokumentumát elégette“, ezért mindmáig jelentős ismereti hiányosságok állnak fenn a szervezettel kapcsolatban.
A szervezet a nézetei terjesztésére a Pijemont napilapot használta, ami nevében az olasz egységet megvalósító Szárd Királyságra utalt. Az újságot Ljuba Čupa  (Ljubomir S. Jovanović) alapította 1911 augusztusában.
1914-re a csoportnak már több száz tagja volt, közülük sokan a szerb hadsereg tisztjei voltak. A szerblakta területek egyesítésének céljából partizánokat és szabotőröket képeztek ki. A legalacsonyabb szinten három-öt főből álló csoportok alkották, melyeket körzeti bizottságok és a belgrádi központi bizottság ellenőriztek, mely utóbbi tíz főből álló végrehajtó bizottságát Dragutin Dimitrijević Apis ezredes vezette. A titkos működés biztosítása érdekében a tagok ritkán ismertek több tagot annál, mint akik vele egy sejtben voltak és a felettük lévő egyik feljebbvalót. Az új tagokkal a következő szövegű esküt mondatták el:

„
Én (...), belépve a társaságba ezennel megesküszöm a rám lesütő Napra, az engem tápláló Földre, Istenre, ősatyáim vérére, becsületemre és életemre, hogy ettől a pillanattól kezdve a halálomig hűen fogom szolgálni ennek a szervezetnek a célját és mindenkor készen állok minden áldozat vállalására ennek érdekében. Továbbá megfogadom Istenre, a becsületemre és életemre, hogy feltétlenül végrehajtom minden rendelkezését és parancsát. Továbbá esküszöm Istenre, becsületemre és életemre, hogy magamban tartom a szervezet minden titkát és magammal viszem ezeket a sírba. Isten és e szervezetbéli testvéreim legyenek bíráim, ha bármikor is szándékosan kudarcot vallanék vagy megszegném ezt az esküt.”

Az eskü szövegét Ljuba Čupa fogalmazta meg és az új tagoknak egy elsötétített helyiségben egy csuklyás alak előtt kellett felmondaniuk.

## Ideológiája
A szervezet ideológiai irányvonalak széles skáláját foglalta magába, tagjai között voltak összeesküvő katonatisztek és idealista fiatalok. Időnként köztársaságpárti irányvonalat vett fel annak ellenére, hogy voltak támogatói nacionalista royalista körökből is. A mozgalom vezetője, Apis, közreműködött az 1903-as májusi puccsban, ami véget vetett az Obrenović-dinasztia 45 évnyi uralkodásának és Petar Karađorđevićet juttatta hatalomra. A csoportot az osztrák–magyar sajtóban nihilistának nevezték és az orosz Népakarat valamint a „Kínai Orgyilkos Hadtest” szervezetekhez hasonlították.[forrás?]
Az 1903-as puccs nem minden résztvevője támogatta a Fekete Kéz célkitűzéseit. Petar Živković ezredes köré szerveződő katonatisztek 1912-ben megalapították a Fehér Kéz társaságot, melynek a Fekete Kéz ellen kellett hatnia. A Fehér Kéz tagjai főleg 1917-től szereztek befolyást. Petar Živković 1929 és 1932 között miniszterelnöke volt Jugoszláviának.

## Tevékenysége
A Fekete Kéz 1910-ben merényletet tervezett a boszniai osztrák-magyar katonai kormányzó, a horvát nemzetiségű Marijan Varešanin von Vareš tábornok ellen. 1910. június 15-én a merénylő, Bogdan Žerajić szerb diák öt lövést adott le a revolveréből Szarajevóban a kormányzóra, aki azonban túlélte a támadást. A merénylő az utolsó, hatodik lövedékkel saját életét oltotta ki.
Žerajić merénylete nagy hatással volt Gavrilo Principre, aki a sírjánál megesküdött, hogy meg fogja bosszulni és tettét egy hasonlóval fogja „méltatni”.
1911-ben Dimitrijević ezredes Bécsben tervezett egy merényletet Ferenc József ellen, de ezt nem hajtották végre. A később a szarajevói merényletbe is beszervezett Muhamed Mehmedbašićnak 1914 januárjában Oskar Potiorek táborszernagy, Bosznia katonai kormányzóját kellett volna meggyilkolnia, de a merényletet nem sikerült végrehajtania.
A Fekete Kéz tagjai a Balkán-háborúkat megelőzően 1912 nyarán illegális határátlépéseket végrehajtva Macedóniában tevékenykedtek, hogy az ottani földrajzi adottságokat és közlekedési utakat a szerb hadsereg számára kikémleljék.
A Fekete Kéz vette át a Narodna Odbrana terrorista aktivitását és szándékosan igyekezett a két csoport közötti határt elhomályosítani, kihasználva a régebbi szervezet presztízsét és hálózatát. A Fekete Kéz tagjai fontos katonai és kormányzati pozíciókat töltöttek be, Sándor koronaherceg a lelkes pénzügyi támogatói közé tartozott. A csoport befolyással bírt a kormányzati tisztségek kiosztására és intézkedések meghozására. A szerb kormányzat jól értesült volt a szervezet ténykedéséről.
A baráti kapcsolat 1914-ig jelentősen lehűlt. A Fekete Kéz nem volt elégedett Nikola Pašić miniszterelnökkel és úgy érezte, nem tesz eleget a pánszerb ügy érdekében. A szervezet elkeseredett hatalmi harcba bocsátkozott több ügy kapcsán, mint például hogy ki fogja irányítani azokat a területeket, melyeket Szerbia a Balkán-háborúk során annektált. Ekkorra már veszélyesnek bizonyult a Fekete Kézzel egyet nem érteni, mivel a politikai gyilkosság is az eszközei közé tartozott.

### A szarajevói merénylet

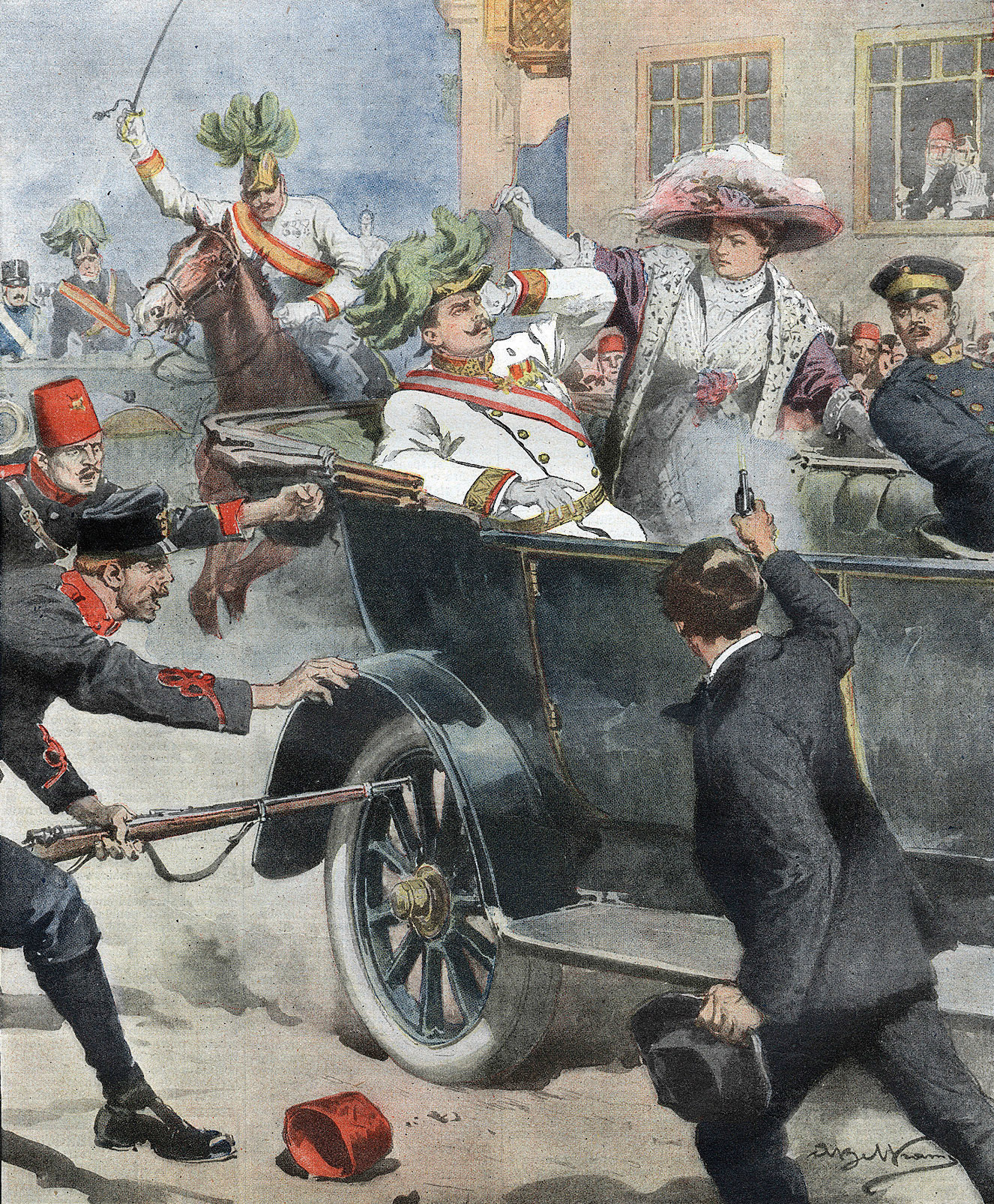
Korabeli illusztráció a szarajevói merényletről

Apis 1914-ben állítólag eldöntötte, hogy Ferenc Ferdinánd főherceget, az Osztrák–Magyar Monarchia trónörökösét meg kell gyilkolni, mivel a szerbek megbékítésére törekedett, ez pedig sikere esetén elejét venné a forradalomnak. A merénylet végrehajtásával három fiatal boszniai szerbet bíztak meg. Őket bizonyára a szerb hadsereg egykori és aktív tagjai képezték ki robbanóeszközök elhajítására és lőfegyverek használatára. Gavrilo Principet, Nedeljko Čabrinovićot és Trifko Grabežt egy kapcsolati láncolat segítségével csempészték vissza Boszniába. A főherceg meggyilkolásának ötlete Apistól származott és a Végrehajtó Bizottság nem gördített eléje akadályt. (Az vitatott, hogy Apisnak egyáltalán volt-e bármi köze hozzá.)
A beavatottak valószínűleg tisztában voltak azzal, hogy az összeesküvésük háborúhoz vezethet a Monarchia és Szerbia között, az pedig várható, hogy Oroszország Szerbia segítségére fog sietni. Azt valószínűleg nem várták a merénylettől, hogy az általa gerjesztett konfliktus világháborúvá fog terebélyesedni. Egyesek a kormányzatban és a Fekete Kéz vezetőségében nem voltak annyira bizakodóak az orosz segítségnyújtást illetően, mivel Oroszország az utóbbi időben magára hagyta Szerbiát.
Mikor a Fekete Kéz vezető köreiből kiszivárgott a tervezett merénylet, Apis állítólag le akarta állítani az akciót. Pašić miniszterelnököt arról értesítették, hogy két felfegyverzett férfit csempésztek át a határon, de az nem ismert, hogy Pašić tudott-e tervezett gyilkosságról. Tett egy kísérletet a fiatal terroristák elfogására a határon, de eddigre ők már visszaértek Boszniába. Más források szerint a „visszahívásukra” tett kísérletre már csak akkor került sor, miután már megérkeztek Szarajevóba. A „visszahívás” Apist olyan színben tüntette fel, mintha egy elszabadult hajóágyú lett volna, a fiatal merénylőket pedig mintha független „zélóták” lettek volna. A „visszahívásra” két teljes héttel a főherceg látogatása előtt került sor. A merénylők egy hónapig lézengtek Szarajevóban. Nem tettek más kísérletet a megállításukra.

## A Fekete Kéz feloszlatása

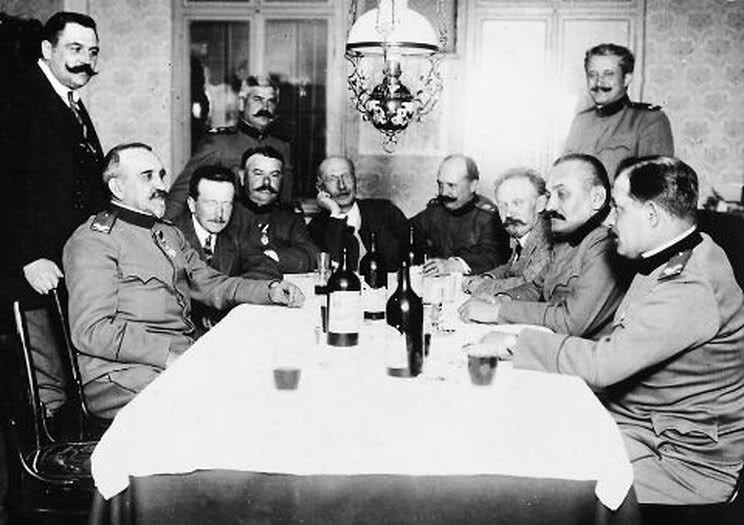
Csoportkép a szervezet tagjainak egy találkozójáról

Habár a Fekete Kéz a világháború kitörésekor támogatta Szerbia politikáját, a kormányzat felismerte az ilyen titkos szervezet veszélyességét. A Fekete Kéz erősen ellenezte volna egy jugoszláv föderáció létrehozását, amit pedig a kormányzat támogatott volna. A szervezet inkább ragaszkodott ahhoz, hogy előbb Szerbia területi igényeit biztosítsák.
1917-ben a szervezet összes tagját őrizetbe vették és megvádolták őket azzal, hogy Sándor régensherceg ellen készítettek elő merényletet. A Legfelső Központi Igazgatósághoz tartozó Dimitrijevićnél megtalálták a statútumok eredeti változatát, Velimir Vemić alezredesnél pedig egy a szervezet tagjait tartalmazó listát. A szaloniki per keretében Apist és két másik tisztet halálra ítélték és agyonlőtték. A többi vádlottat hosszú börtönbüntetéssel sújtották, később amnesztiában részesültek.

## Emlékezete
1938-ban alapították a Konspiracija titkos társaságot a II. Péter kiskorúsága idejéig működő régensség megbuktatására. Ennek alapítói többek között a Szerb Kulturális Klub (SKK) tagságából kerültek ki. A szervezetet a Fekete Kéz mintájára hozták létre és hasonló módon toborozták a tagjait. A Fekete Kéz két tagja, Antonije Antić és Velimir Vemić, voltak a szervezet katonai tanácsadói.

## Fordítás
- Ez a szócikk részben vagy egészben  a   Black Hand (Serbia) című angol Wikipédia-szócikk ezen változatának fordításán alapul.  Az eredeti cikk szerkesztőit annak laptörténete sorolja fel. Ez a jelzés csupán a megfogalmazás eredetét és a szerzői jogokat jelzi, nem szolgál a cikkben szereplő információk forrásmegjelöléseként.
- Ez a szócikk részben vagy egészben  a   Schwarze Hand című német Wikipédia-szócikk ezen változatának fordításán alapul.  Az eredeti cikk szerkesztőit annak laptörténete sorolja fel. Ez a jelzés csupán a megfogalmazás eredetét és a szerzői jogokat jelzi, nem szolgál a cikkben szereplő információk forrásmegjelöléseként.

## Linkek
- The Constitution of the Ujedinjenje ili Smrt (Unification or Death). "Black Hand over Europe" by Henri Pozzi, 1935. Projekat Rastko, 1935
- Lutz, Hermann. "The Serbian 'Black Hand'," The Freeman, Vol. 7, N°. 164, pp. 179–81, 2 May 1923.
- John Paul Newman: Black Hand, in: 1914–1918 online. International Encyclopedia of the First World War.
- Statuten der Vereinigung von 1911 bei WWI Document Archive (angol nyelvű fordításban)
- John Paul Newman: Black Hand, in: 1914-1918-online. International Encyclopedia of the First World War, hrsg. von Ute Daniel, Peter Gatrell, Oliver Janz, Heather Jones, Jennifer Keene, Alan Kramer und Bill Nasson, Freie Universität Berlin, Berlin 2016. doi:10.15463/ie1418.10962.

## Kapcsolódó szócikk
- Ifjú Bosznia